# Edward Ellerker Williams
Edward Ellerker Williams (22 de abril de 1793 - 8 de julio de 1822) fue un oficial de la armada bengalí, amigo y compañero de viaje de Percy Bysshe Shelley.  

## Primeros años
Edward Williams nació en India, hijo de un oficial del ejército hindú, John Williams. Su familia lo envió a Inglaterra, en donde asistió a Eton y luego, a los catorce años de edad, ingresó en la Royal Navy. Su padre falleció en una expedición marítima en 1809, y con la gran suma de dinero que obtuvo del testamento, Williams regresó a India en 1810.
Formó parte del ejército con su medio hermano y fue promovido a teniente en 1813. La obra de Williams Bocetos realizados durante una corta estadía en Hindustane contiene dibujos y descripciones de lugares y eventos a los que concurrió durante unas vacaciones en 1814. La copia original del manuscrito se encuentra en la Biblioteca Bodleian de la Universidad de Oxford. Continuó con el regimiento hasta 1817 y se retiró con media pensión el 28 de mayo de 1818. Durante esta época en India, conoció y trabajó con Thomas Medwin, el primo de Percy Shelley.  
Williams regresó a Inglaterra llevándose consigo a la esposa de otro oficial de la armada, Jane Johnson (1798–1884), quien le dijo que su esposo la maltrataba, justificando que lo abandonase. Poco tiempo antes de septiembre de 1818, comenzó a utilizar el nombre Jane Williams, y de allí en adelante se presentaron a sí mismos como el Sr. y la Sra. Williams.

## Amistad con Medwin y Trelawny

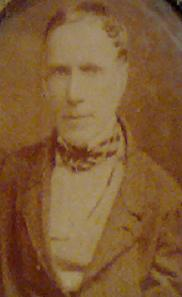
Thomas Medwin

En 1819 Medwin regresó a Londres y persuadió a Williams para que viajase con él a Ginebra, en donde vivieron hasta septiembre de 1820. En febrero tuvieron a su primer hijo, el cual se llamó Edward, igual que su padre. Williams también escribió un artículo sobre la cacería como deporte para una enciclopedia suiza, Bibliotèque universelle des sciences, belles-lettres, et des arts.  
Medwin dejó Ginebra, y los Williams se mudaron primero a Chalon y luego a Italia, en donde se encontraron nuevamente con Medwin en enero de 1821 en Pisa. Medwin los introdujo al círculo de amistades de Shelley, con el cual trabó una amistad, escribiendo una obra de teatro bajo su tutela: La Promesa, o un Año, un mes y un día, la cual envió a Covent Garden, aunque fue rechazada. Los Williams tuvieron otra hija, Jane Rosalind, el 16 de marzo.
Williams conoció a Lord Byron en noviembre de 1821 y a Edward Trelawny en enero de 1822. Shelley le tomó mucho cariño a Jane Williams, dedicándole algunos de sus poemas a ella.

## Fallecimiento
El 1 de julio de 1822, Williams y Shelley, junto con su amigo Daniel Roberts y un joven acompañante navegaron en el velero de Shelley, el Don Juan, hacia Livorno para ver a Leigh Hunt. Shelley, Williams y el joven partieron de regreso el 8 de julio, pero el barco se hundió en una tormenta, y perecieron ahogados. Sus cuerpos fueron encontrados y Williams fue reconocido por Trelawny por una bota y una bufanda. Permanecieron enterrados hasta que Trelawny obtuvo el permiso de cremarlos, por lo que el cuerpo de Williams fue incinerado en Toscana el 15 de agosto. Sus cenizas le fueron devueltas a Jane en Inglaterra, en donde finalmente se convirtió en la compañera de otro amigo de Shelley, Thomas Jefferson Hogg. Luego de la muerte de Jane, las cenizas de Edward Williams fueron enterradas junto a ella en el cementerio Kensal Green.
Williams mantuvo un diario de sus actividades, el cual ha sido utilizado como fuente para analizar las vidas de Shelley, Byron, Trelawny, y un libro de bocetos desde 1821.
La amistad entre los Williams y los Shelley ha sido relatada en el diario de los Williams, en el de Mary Shelley, en las Narraciones de Trelawny, en las cartas de Shelley y Byron, y también en varias biografías escritas entre los miembros del Círculo de Shelley en Pisa. 

## Diarios
Williams produjo al menos cuatro diarios y/o cuadernos además de Bocetos realizados durante una corta estadía en Hindustane. Las copias originales pueden verse en tres bibliotecas:
El diario (21 de octubre de 1821 – 4 de julio de 1822) en el cual se narran sus actividades rutinarias durante el periodo de ocho meses antes del accidente fatal del 8 de julio de 1822 es parte de la Colección Especial de Manuscritos en la British Library, de Londres (Add. 36622). 
Un cuaderno que contiene la mayor parte de sus bocetos (realizados entre 1819 y 1822), el cual también tiene especímenes botánicos, fragmentos de poemas, y un retrato particular a mano que podría ser de Shelley es parte de la Colección de Donald B. Prell Collection de Edward John Trelawny en las Colecciones Especiales Honnold/Mudd en la Biblioteca Claremont, ubicada en la ciudad de  Claremont, California. 
Un cuaderno (28 de mayo – 2 de junio de 1819) en el cual narra sus viajes por el continente y sus familiares y amigos es un manuscrito incluido en la Colección Pforzheimer de la New York Public Library.